# Ежов, Валерий Никитович
Валерий Никитович Ежов (укр. Валерій Микитович Єжов; род. 30 сентября 1947, Тбилиси) — советский и украинский учёный-биохимик, биотехнолог-винодел, доктор технических наук (1988), профессор (1990); академик Национальной академии аграрных наук Украины. Директор Никитского ботанического сада (1999—2014). Автор ряда научных работ, изобретений и патентов.

## Биография
Родился 30 сентября 1947 года в Тбилиси. Окончил Днепропетровский университет (1970).
Работал в Институте винограда и вина «Магарач» УААН (Ялта, АР Крым). Кандидат биологических наук (1977). С 1987 года — заведующий отдела биотехнологии. Доктор технических наук (1988). Профессор (1990). С 1995 года — заместитель директора по научной работе. Академик Национальной академии аграрных наук Украины (1999). Лауреат Государственной премии Украины в области науки и техники (2005).
Директор Никитского ботанического сада в 1999—2014 годах.
В бытность Ежова директором произошло беспрецедентное отчуждение земли и собственности НБС. Утеряны два парка — Монтедор и Приморский, розариум, ранее выходящие прямо к морю. В настоящее время эта земля застроена.
Не подержал аннексию Крыма Российской Федерацией, написал заявление в НААН Украины заявление с просьбой освободить от обязанностей и выехал на материковую Украину.

## Научная деятельность
Докторскую диссертацию — «Совершенствование биотехнологических процессов переработки винограда и повышение качества вин на основе изучения формирования и превращений комплекса биополимеров» защитил в 1988 году при ИВиВ «Магарач».
При его участии сформированы теоретические представления о роли полисахаридов винограда в коллоидном помутнении вин, раскрыта природа комплекса биополимеров, ответственного за их возникновение. Разработаны технологии: стабилизации вин мультиэнзимными композициями, производства вин по специальным технологиям, переработки вторичного сырья с получением этанола, винной кислоты, кормового и пищевого белка, пектина.
Автор ряда научных работ и изобретений, владеет многими патентами в области виноделия и переработки сельхозпродукции.

## Избранная библиография
- Состояние и перспективы использования ферментных препаратов с целью стабилизации вин к коллоидным помутнениям // Пути повышения стабильности вин и виноматериалов: Сб. тр. ВНИИ винограда и вина «Магарач». Москва, 1982;
- Біотехнологічні основи виробництва білка і пектину з відходів переробки плодів та винограду. К., 1993;
- Нові інгредієнти для профілактичного кормовиробництва // ВАН. 1994. № 10;
- Взаимодействие дрожжей и молочнокислых бактерий в производстве игристых вин // Виноградарство и виноделие. 1995. № 1;
- Genetic resources of temperature and subtropical fruit and nut species at the Nikita botanical gardens // Hortscience. 2005. Vol. 40, № 1 (все в соавторстве).